# Космос-110
«Ко́смос-110» — советский биологический спутник, выведенный на околоземную орбиту 22 февраля 1966 года и успешно вернувшийся на Землю через 22 дня. Спутник представлял из себя модифицированный космический корабль «Восход» в беспилотном варианте. На борту находились две собаки, Ветерок и Уголёк (беспородные кобели небольшого размера), а также ряд биологических образцов, дозиметрическая аппаратура и другие приборы. Цель миссии — отработка обеспечения длительных космических полётов.
Собаки были посажены в корабль за шесть часов до старта. Для их размещения в спускаемом аппарате корабля были установлены две отдельные кабины. Основным подопытным животным являлся Ветерок, второе животное контрольное.
Установленный собаками рекорд по продолжительности полёта живых существ (22 дня) был побит только спустя пять лет, во время выполнения миссии «Союз-11», когда советские космонавты провели на борту станции «Салют-1» почти 24 дня.

## Цель полета
Основная цель эксперимента — изучение работы организма при воздействии длительного периода невесомости и повышенной радиации.
Орбита «Космоса-110» (высота апогея которой достигала 904 км) входила в зону нижнего радиационного пояса Земли, находящегося выше 500 км.
Помимо собак на спутнике находились личинки дрозофил, вегетирующее растение традесканция с бутонами, луковицы и сухие семена ряда высших растений, различные штаммы дрожжей, образцы сывороток крови, препараты различных белков, некоторые штаммы хлореллы и лизогенные (заражённые лямбда-бактериофагами) бактерии кишечной палочки.
В ходе полета предполагалось также провести ряд физических исследований, для чего на борту были установлены приборы: контейнеры с интегрирующими дозиметрами (термолюминесцентные стекла, фотодозиметры) и ядерными эмульсиями и блоки для определения мер защиты биологических объектов от космических излучений. На теле каждой собаки устанавливался набор индивидуальных дозиметров.
Также ставилась цель проверки систем корабля для запланированного длительного пилотируемого полёта на «Восходе-3» (этот полёт так и не состоялся).

## Подготовка
Для осуществления длительного полёта пришлось разработать несколько новых методик кормления, гигиенических процедур, фиксации собак и измерения их самочувствия.
Было принято решение кормить собак не через специальную кормушку, а искусственным образом — через фистулу в желудке. Был разработан специальный гомогенизированный корм. Он попадал в желудок порциями и содержал все необходимое для питания; в его состав входили мясо, картофель, мука, витамины и другие компоненты, а также вода. Специально для полета собак оперировали — производили гастростомию с выводом фистулы.
Для установки приборов проверки состояния собак также использовали хирургическое вмешательство: выводили левую сонную артерию в кожный лоскут (для фиксации манжеты и измерения артериального давления), проводили вживление электрода в область каротидного синуса, подкожных ЭКГ-электродов для записи миограммы. Животным вживляли сосудистые катетеры в венозное (нижняя и верхняя полая вена) и артериальное (брюшная аорта) русло для введения фармакологических средств и взятия проб крови.
Из-за возможных трудностей при очистке контейнера и вентиляции было принято решение купировать собакам хвосты.
Помимо подготовки самих собак, необходимо было сделать для них соответствующие костюмы и контейнер, в котором они должны были находиться в космическом корабле. В отличие от предыдущих полетов использовался не сшитый под собаку костюм, а безразмерный костюм. Он представлял собой систему шнуровок, которая проходила вдоль живота. Этот костюм можно было использовать с любой собакой весом от 6 до 10 кг.
Фиксировали собак с помощью капроновых лямок, пришитых к одежде. Регулируемая длина этих лямок позволяла собакам совершать большое количество движений, при этом не меняя положения своего тела.
Под такие условия собак необходимо было натренировать. В первую очередь собакам надо было привыкнуть к новой одежде и собственному стоянию. Важно, чтобы собаки не пытались разорвать, вылезти или как-нибудь повредить костюмы и оборудование. Также необходимо было приучить собак к длительному обездвиживанию.
В ходе тренировок собаки фиксировались неподвижно до 50—55 суток, но как показала практика, после 20-го дня тренировок прослеживалось ухудшение психического состояния.

## Ход полёта
Спутник был запущен в космос с 31-й площадки космодрома Байконур (СССР) в 23:09 мск 22 февраля 1966 года. Параметры начальной орбиты: период обращения 95,3 минуты; высота апогея 904 км; высота перигея 187 км; наклонение орбиты 51°54′.
26 февраля 1966 года Центральное телевидение СССР дважды в течение дня вело прямую передачу с борта «Космоса-110». На телевизионных кадрах были хорошо видны собаки, продолжавшие длительный полёт.
На 21-й день полета выявилась стойкая тенденция постепенного ухудшения состава воздуха в кабине.
В ходе полёта Ветерок получал антирадиационное средство, вводимое напрямую в кровь. Две другие собаки (контрольная группа) на Земле содержались в аналогичных условиях, также с введением внутривенно антирадиационного препарата. Угольку лекарство не вводилось.
Собаки подвергались во время полёта специальным воздействиям (раздражение рецепторных зон каротидного синуса электрическим током, пережатие сонных артерий и т. д.) с целью выяснить особенности нервной регуляции кровообращения в условиях невесомости. Давление крови в сосудах регистрировалось прямым путём, через катетеры.
Поглощённая доза излучения, набранная в течение полёта, составила 12 сГр (мощность дозы около 0,5 сГр/сутки). Большая часть поглощённой дозы была обусловлена протонами внутренних зон радиационного пояса Земли, в отличие от предыдущих полётов «Востоков» и «Восходов», когда основная часть дозы поступала от первичного космического излучения.

## Окончание полета

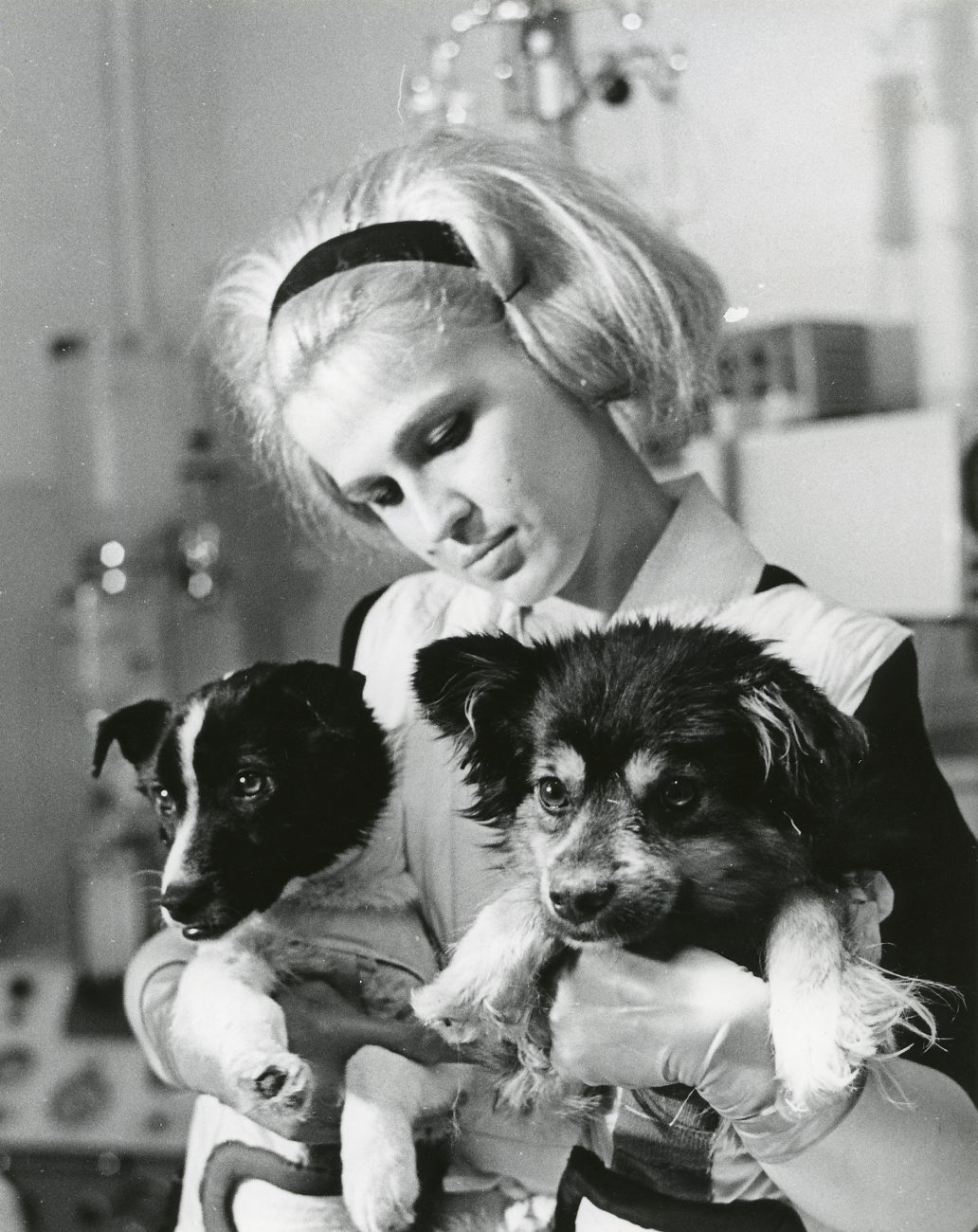
Уголёк и Ветерок

Полёт «Космоса-110» был завершён 16 марта 1966 года на 330-м витке. Спускаемый аппарат спутника успешно приземлился в заданном районе.
Из дневника генерала Каманина, входившего в посадочную комиссию:
«[17 марта 1966.] У нас вчера был большой космический день: сажали наших собак и следили за полётом двух американских астронавтов. Решение о посадке „Космоса-110“ мы приняли еще 15 марта, а вчера в 14:00 дали команду на спуск. Все команды на посадку прошли нормально, в 17:15 корабль приземлился в 210 километрах к юго-востоку от Саратова с перелётом в 60 километров от расчётной точки. Все радиосредства корабля и наземные пеленгаторы работали хорошо. Через 30—40 минут после посадки на радиомаяк „Космоса-110“ вышли два самолёта (Ан-12 и Ил-14), десантировавшиеся с них семеро парашютистов доложили: „Состояние корабля и собак нормальное“».
«Спутник приземлился 16 марта, а в семь часов вечера собаки были уже в ИМБП. Все ликовали. Контейнеры доставили в операционную и стали извлекать собак. Наша радость сменилась чувством боли, когда с собак сняли капроновые костюмы, и мы увидели, что у них нет шерсти — только голая кожа, опрелости и даже пролежни. Собаки не стояли на ногах и были очень слабыми, у обеих были сильное сердцебиение и постоянная жажда. Собак тщательно промыли дезрастворами, перевязали и повезли на Шаболовку на сеанс „Интервидения“ к 22:00. Выход в эфир тогда был прямой. Мы делали вид, что собаки стоят самостоятельно. Было очень их жаль, они даже не скулили, а только слизывали слюну друг у друга», — вспоминала Е. Н. Юмашева.
Ветерок и Уголёк поправились и жили в виварии Института медико-биологических проблем до старости.

## Итоги исследований
Послеполётные исследования собак, летавших на биоспутнике «Космос-110», показали, что длительный космический полёт сопровождается у высокоорганизованных млекопитающих развитием детренированности сердечно-сосудистой системы, а также нарушением водно-солевого обмена, в частности значительным уменьшением содержания кальция в костях. Полет существенно не повлиял на процесс сперматогенеза у собак, хотя было обнаружено некоторое количество абортивных сперматозоидов. Влияние полёта на воспроизводство потомства не было обнаружено, щенки, родившиеся от обоих псов, были здоровыми.
Был обнаружен стимулирующий эффект, оказанный факторами длительного космического полёта на семена и луковицы радиочувствительных растений (лук, салат, фасоль, чеснок) при последующем проращивании на Земле, в то время как для находившихся на борту семян радиорезистентных растений (редис, капуста) такой эффект в сравнении с контрольными экземплярами не был отмечен. Однако одно лишь облучение радиочувствительных растений ионизирующей радиацией в таких же дозах при отсутствии других факторов космического полёта не вызывало аналогичного эффекта, поэтому авторы исследований считают, что на ростовые процессы растений влияют сопутствующие факторы.
Кроме семян и луковиц, на борту находилось также вегетирующее цветущее растение — Tradescantia paludosa, клон Сакса № 5. Микроспоры традесканции широко используются в радиационной генетике. Они содержат всего 3 пары крупных, хорошо красящихся хромосом и являются удобным материалом для цитологического анализа с целью исследования различных воздействий на ядро клетки. В микроспорах после полёта были обнаружены клетки с ненормальными размерами (очень крупные и очень мелкие) и аномалии митоза.
На борту находилась культура лизогенного штамма K-12(λ) кишечной палочки, который является удобной биологической моделью, позволяющей обнаружить воздействие малых доз радиации: уже при облучении дозой менее одного рада (сантигрея) обнаруживается дезинтеграция лямбда-профага из бактериальной хромосомы. Накопленная доза в точке размещения составила 36 рад, фагопродукция культуры увеличилась в 2,3 раза по сравнению с контролем.
Исследование штаммов хлореллы ЛАРГ-1, ЛАРГ-2 и ЛАРГ-3 не выявило в сравнении с контрольной группой существенного влияния факторов полёта на физиологические, мутационные и генетические процессы.
Старые семена гороха, хранившиеся до полёта несколько лет и имевшие низкую всхожесть, продемонстрировали «оживление».